# Sacha Boey
Sacha Boey (Montreuil, 13 de septiembre de 2000) es un futbolista francés que juega en la demarcación de defensa para el Bayern de Múnich de la 1. Bundesliga.

## Trayectoria
Tras empezar a formarse como futbolista en las filas inferiores del Romainville y del Red Star F. C., tras tres años se marchó a la disciplina del Stade Rennais F. C. Cinco años después ya empezó a jugar en el segundo equipo. Finalmente hizo su debut con el primer equipo el 5 de mayo de 2019 en la jornada 35 de la Ligue 1 contra el Toulouse F. C., sustituyendo a Hamari Traoré en el minuto 77, en un partido que finalizó con un resultado de empate a dos. En julio de ese mismo año firmó su primer contrato profesional y en octubre de 2020 fue prestado al Dijon F. C. O. Regresó una vez finalizada la temporada, pero no continuó por mucho tiempo en el club ya que el 26 de julio de 2021 fue traspasado al Galatasaray S. K. Debutó el 5 de agosto y marcó el gol del empate en el partido de ida de la fase de clasificación para la Liga Europa de la UEFA ante el St. Johnstone F. C. Consiguió otros tres en los 83 encuentros que jugó, ayudó al equipo a ganar la Superliga de Turquía 2022-23 y en enero de 2024 se marchó al Bayern de Múnich.

## Estadísticas

### Clubes
Actualizado al último partido disputado el 5 de julio de 2025.
| Club                          | Div.          | Temporada     | Liga  | Liga  | Copas nacionales | Copas nacionales | Copas internacionales | Copas internacionales | Total | Total |
| Club                          | Div.          | Temporada     | Part. | Goles | Part.            | Goles            | Part.                 | Goles                 | Part. | Goles |
| ----------------------------- | ------------- | ------------- | ----- | ----- | ---------------- | ---------------- | --------------------- | --------------------- | ----- | ----- |
| Stade Rennes F. C. II Francia | 4.ª           | 2017-18       | 8     | 0     | —                | —                | —                     | —                     | 8     | 0     |
| Stade Rennes F. C. II Francia | 5.ª           | 2018-19       | 14    | 1     | —                | —                | —                     | —                     | 14    | 1     |
| Stade Rennes F. C. II Francia | 5.ª           | 2019-20       | 7     | 1     | —                | —                | —                     | —                     | 7     | 1     |
| Stade Rennes F. C. II Francia | Total club    | Total club    | 29    | 2     | 0                | 0                | 0                     | 0                     | 29    | 2     |
| Stade Rennes F. C. Francia    | 1.ª           | 2018-19       | 1     | 0     | 0                | 0                | —                     | —                     | 1     | 0     |
| Stade Rennes F. C. Francia    | 1.ª           | 2019-20       | 5     | 0     | 2                | 0                | 2                     | 0                     | 9     | 0     |
| Stade Rennes F. C. Francia    | 1.ª           | 2020-21       | 2     | 0     | —                | —                | —                     | —                     | 2     | 0     |
| Stade Rennes F. C. Francia    | Total club    | Total club    | 8     | 0     | 2                | 0                | 2                     | 0                     | 12    | 0     |
| Dijon F. C. O. Francia        | 1.ª           | 2020-21       | 24    | 0     | 0                | 0                | —                     | —                     | 24    | 0     |
| Dijon F. C. O. Francia        | Total club    | Total club    | 24    | 0     | 0                | 0                | 0                     | 0                     | 24    | 0     |
| Galatasaray S. K. Turquía     | 1.ª           | 2021-22       | 13    | 0     | —                | —                | 6                     | 1                     | 19    | 1     |
| Galatasaray S. K. Turquía     | 1.ª           | 2022-23       | 31    | 1     | 2                | 0                | —                     | —                     | 33    | 1     |
| Galatasaray S. K. Turquía     | 1.ª           | 2023-24       | 19    | 1     | —                | —                | 12                    | 1                     | 31    | 2     |
| Galatasaray S. K. Turquía     | Total club    | Total club    | 63    | 2     | 2                | 0                | 18                    | 2                     | 83    | 4     |
| Bayern de Múnich · Alemania   | 1.ª           | 2023-24       | 2     | 0     | —                | —                | 0                     | 0                     | 2     | 0     |
| Bayern de Múnich · Alemania   | 1.ª           | 2024-25       | 13    | 0     | 1                | 0                | 7                     | 1                     | 21    | 1     |
| Bayern de Múnich · Alemania   | Total club    | Total club    | 15    | 0     | 1                | 0                | 7                     | 1                     | 23    | 1     |
| Total carrera                 | Total carrera | Total carrera | 139   | 4     | 5                | 0                | 27                    | 3                     | 171   | 7     |

## Palmarés

### Campeonatos nacionales
| Título                | Club                | País     | Año  |
| --------------------- | ------------------- | -------- | ---- |
| Copa de Francia       | Stade Rennais F. C. | Francia  | 2019 |
| Superliga de Turquía  | Galatasaray S. K.   | Turquía  | 2023 |
| 1. Bundesliga         | Bayern de Múnich    | Alemania | 2025 |
| Supercopa de Alemania | Bayern de Múnich    | Alemania | 2025 |